# Departamento Sololá
Sololá ist ein Departamento Guatemalas und liegt im Südwesten des Landes (Region VI). Es erstreckt sich auf über 1.000 Quadratkilometern und hat knapp 505.500 Einwohner. Die Hauptstadt des Departamentos ist das gleichnamige Sololá.
Das Departamento Sololá grenzt im Nordosten an Quiché, im Osten an Chimaltenango, im Süden an Suchitepéquez, im Westen an Quetzaltenango und im Nordwesten an das Departamento Totonicapán.

## Landesnatur
Sololá liegt überwiegend im zentralen Hochland. Im Zentrum des Departamentos liegt auf 1562 m Höhe der Atitlán-See, einer der schönsten Seen Amerikas. Er ist von Vulkanen und Bergen der Sierra Madre de Chiapas umgeben, die bis zu 3500 Meter hoch sind. Im Süden fällt das Departamento von den Vulkanen Atitlán und San Pedro sowie von der Sierra Panimaquín langsam zur Pazifik-Küste hin ab. Auf Grund der Höhenunterschiede gibt es verschiedene Klimaregionen mit artenreicher Flora und Fauna. In Sololá trifft oftmals warme Pazifikluft auf kalten Hochlandwind, was am Atitlán-See zu Fallwinden (Xocomil) führt, die vor allem am Nachmittag hohen Wellengang verursachen können.

## Bevölkerung
Um den Atitlán-See leben seit langer Zeit drei Maya-Volksgruppen: die Quiché, die Cakchiquel und die Tzutuhil. Die Menschen dieser Gruppen sprechen neben ihren eigenen Maya-Sprachen in der Regel auch Spanisch. Die Indígenas und die übrige Bevölkerung leben in neunzehn Municipios (Großgemeinden oder auch Landkreise):
| Sololá                 | San José Chacayá          |
| Santa María Visitación | Santa Lucía Utatlán       |
| Nahualá                | Santa Catarina Ixtahuacán |
| Santa Clara La Laguna  | Concepción                |
| San Andrés Semetabaj   | Panajachel                |
| Santa Catarina Palopó  | San Antonio Palopó        |
| San Lucas Tolimán      | Santa Cruz La Laguna      |
| San Pablo La Laguna    | San Marcos La Laguna      |
| San Juan La Laguna     | San Pedro La Laguna       |
| Santiago Atitlán       |                           |

Dem Departamento als staatlichem Verwaltungsbezirk steht ein von der Zentralregierung entsandter Gouverneur vor. Die Municipios sind eigenständige Gebietskörperschaften mit gewählten Bürgermeistern und Volksvertretungen und untergliedern sich in Aldeas  (Landgemeinden) und Caseríos, Parajes oder Fincas (Weiler und Höfe).

## Wirtschaft
Die Landwirtschaft ist dank des fruchtbaren Vulkanbodens sehr ausgeprägt, was sich vor allem in den letzten Jahrzehnten zu Lasten der Bergnebelwälder ausgewirkt hat. Produziert werden vor allem Kaffee, Mais, Avocados und schwarze Bohnen. Eine Rolle spielt auch das Handwerk, wobei sich am See einzelne Dörfer auf bestimmte Produkte (Boote, Seile, Textilien) spezialisiert haben. Bedeutendster Wirtschaftszweig ist jedoch der Tourismus, der in Panajachel (auch „Gringotenango“ genannt) sein Zentrum hat.
Das relativ kleine Departamento Sololá ist verkehrsmäßig nicht überall gut erschlossen. Ganz im Norden wird es von der Interamericana (CA-1) durchquert, die an der Grenze zum Departamento Totonicapán ihren höchsten Punkt erreicht (3.670 m). Bei El Cuchillo (Los Encuentros) zweigt eine Straße zur Hauptstadt Sololá und nach Panajachel ab, von wo aus entlang des Ostufers eine Verbindung nach San Lucas Tolimán und weiter zum Pazifik besteht.

## Sehenswürdigkeiten
Die bekannteste Touristenattraktion des Departamentos ist der Atitlán-See und die umliegenden Dörfer und Berge. Unweit der Hotels von Panajachel, an der Straße nach Sololá, liegt das Valle de San Buenaventura, ein 100 Hektar großes Naturschutzgebiet. Hier kann man unter anderem eine Vielzahl von Schmetterlingen und Orchideen sehen. Von Panajachel aus gibt es unter anderem eine Bootsverbindung nach Santiago Atitlán an der Südseite des Sees. Der Ort liegt am Fuß der Vulkane Atitlán (3557 m), Tolimán (3158 m und 3134 m) und San Pedro (3020 m), auf die verschiedene Wanderwege führen.

## Geschichte
Pedro de Alvarado eroberte die Gegend um den Atitlán-See 1524, indem er die verfeindeten Cakchiquel und Tzutuhil gegeneinander ausspielte. In den Jahrzehnten danach starb die eingesessene Bevölkerung auf Grund von eingeschleppten Seuchen fast aus. In der Kolonialzeit bildete das Gebiet das Zentrum des Corregimiento de Tzololá (Sololá), der südliche Teil gehörte zum Corregimiento de Atitlán (Santiago Atitlán). Sololá wurde bereits am 4. November 1825 zum Departamento erhoben, war jedoch 1838, 1840 und von 1848 bis 1849 Teil des Estado de Los Altos, des so genannten sechsten Staates der Zentralamerikanischen Konföderation. Nach der Gründung des Departamentos El Quiché im Jahr 1872 verlor Sololá fast zwei Drittel seines ursprünglichen Gebietes. In den 1930er Jahren schloss die Regierung Guatemalas den Atitlán-See an das nationale Straßennetz an. Die wirtschaftliche Folge war, das Großgrundbesitzer begannen, die einheimische Landbevölkerung als billige Arbeitskräfte auszubeuten. In den 1960er Jahren war der Atitlán-See ein Anlaufpunkt der nordamerikanischen Hippie-Bewegung. Vom Bürgerkrieg blieb der See und Sololá nicht verschont. Der Tourismus erholte sich erst Ende der 1980er Jahre wieder.
Der Name des Departamentos stammt von dem Maya-Wort Tzolohá, was so viel bedeutet wie „Holunderwasser“.